# Pseudaphycus mundus
Pseudaphycus mundus är en stekelart som beskrevs av Charles Joseph Gahan 1946. Pseudaphycus mundus ingår i släktet Pseudaphycus och familjen sköldlussteklar.
Artens utbredningsområde är:
- Bahamas.
- Ghana.
- Jamaica.
- Puerto Rico.
- Barbados.

Inga underarter finns listade i Catalogue of Life.